# Francistown Airport
Francistown Airport är en flygplats i Botswana. Den ligger i den östra delen av landet, 400 km norr om huvudstaden Gaborone. Francistown Airport ligger 1 000 meter över havet.
Terrängen runt Francistown Airport är platt. Närmaste större samhälle är Francistown, 3,6 km öster om Francistown Airport.
Omgivningarna runt Francistown Airport är huvudsakligen savann. Runt Francistown Airport är det ganska glesbefolkat, med 22 invånare per kvadratkilometer.